# عامر العقاد
عامر أحمد العقاد (1936 - 1985) كاتب مصري. وهو ابن أخ الكاتب عباس محمود العقاد.

## مؤلفاته
ألف بعض الكتب، معظمها عن عمه عباس العقاد، منها: «صفحات من حياة العقاد المجهولة»، و«غراميات العقاد»، و«معارك العقاد الأدبية»، و«معارك العقاد السياسية»،  ونشر كتبا وضع عليها اسم عباس العقاد جمعها من مقالات العقاد ومن كتبه، منها «المرأة ذلك اللغز»، و«مع عاهل الجزيرة العربية»، وثلاثة أجزاء من كتاب «اليوميات»، وقـد تضمنت الفصول القصيرة التي كان الأستاذ العقاد يكتبها في السنوات الأخيرة من حياته في صحيفة «أخبار اليوم» إجابة لأسئلة القراء، ولم يكن صدر منها في حياة العقاد غير الجزء الأول، وهو آخر ما صدر للعقاد من كتب في حياته، وقد تقاضى عن نشره 400 جنيه! وله كتاب عن أحمد أمين، حياته وأدبه، وآخر عن جمال عبد الناصر حياته وجهاده.
كان يتعاقد مع دار نشر بعد أخرى لنشر الأعمال الكاملة لعمه الراحل، مثل دار الكتاب العربي، والمكتبة العصرية، ودار الكتاب اللبناني، وكلها دور نشر لبنانية. ولا تزال طبعات دار الكتاب العربي القديمة لتراث العقاد أفخم وأوضح وأصح طبعات العقاد وأجوده ورقا، ويعد ما يعثر عليه منها اليوم تحفة نادرة.
قال عنه الكاتب الأستاذ محمد خير رمضان يوسف صاحب كتاب «تتمة الأعلام للزركلي» الذي طبعه في مجلدين: «قد رأيته في إحدى الندوات الأدبية في منزل الأديب الراحل عبد العزيز الرفاعي بالرياض، وكان يتكئ على عصا، وكان معلولا يستشفي. ولم يكن ذا ثقافة عالية».